# Smeringopina pulchra
Smeringopina pulchra is een spinnensoort uit de familie trilspinnen (Pholcidae). De soort komt voor in Guinee.